# Michael Weikath
Michael Weikath (Hamburg, 1962. augusztus 7. –) német gitáros és dalszerző, aki a Helloween speed/power metal együttes tagjaként vált ismertté. Az egyik alapítótagja a zenekarnak, amelynek 1984-es megalakulása óta állandó gitárosa.

## Pályafutása
Korán elkezdett érdeklődni a zene iránt. Elmondása szerint mindössze négy-öt éves volt, amikor a füvön feküdt, az égre nézett, és a fejében dallamokat talált ki. Komolyabban 1971-ben kezdett el érdeklődni a zene iránt, miután idejének nagy részét azzal töltötte, hogy szüleinek sztereó rádióján hallgatta az akkor fogható összes adást. Első albuma amit megkapott a The Beatles 1962-1966 című válogatás volt a brit zenekartól. 1974-ben kezdett el gitározni, amit később barátokkal való próbálás is követett. 1978-ban alakította meg első zenekarát, a Powerfool-t. A Helloween megalakítása előtt egy postai megrendelő cégnél dolgozott. 1982-ben társadalmi kötelességeinek eleget téve katonai szolgálatát teljesítette, mely révén háttérbe szorult a zenélés.
Legfőbb inspirációs forrásaként olyan zenekarokat jelölt meg, mint a The Beatles, Deep Purple, Scorpions, UFO, Van Halen, Led Zeppelin, Sex Pistols és a Wishbone Ash, míg gitárosok közül Eric Clapton, Jimi Hendrix, Ritchie Blackmore, Uli Jon Roth, és Eddie Van Halen a kedvencei. 1984-ben megalapította a Helloween együttest, amelynek az eredeti felállásában Kai Hansen (ének/gitár), Markus Grosskopf (basszusgitár) és Ingo Schwichtenberg (dobok) vett részt. Grosskopf mellett Weikath a másik olyan eredeti tag, aki a kezdetektől fogva a mai napig a zenekar tagja. A Helloween egyik  fő dalszerzője, az együttesnek szánt első dalát már 1982-ben megírta. 1984-ben a zenekar aláírt egy szerződést a Noise Records-szal, és két dalt rögzítettek a Death Metal című válogatásalbumra. Ezen az anyagon a "Oernst of Life" című szerzeménnyel képviseltették magukat. Első albumukat 1985-ben adták ki, majd az együttes máig tartó sikeres karriert futott be.
1998-ban a Chaotic Critiques webzine interjút készített vele, amelyben rákérdeztek hogy az olyan felemelő dallamok mint amik például a "Hey Lord!" című számban is hallhatóak, mennyire szellemi/spirituális ihletettségűek. Weikath erre azt válaszolta, hogy az egész zenekar Uli Kusch kivételével keresztény volt. Hozzáfűzte, hogy ő maga katolikus. Napjainkban Puerto de la Cruzban lakik, ami a Spanyolországhoz tartozó  Tenerife szigetnek az északi részén lévő Orotava völgyben található.

## Diszkográfia
- Helloween (1985)
- Walls of Jericho (1985)
- Keeper of the Seven Keys Part 1 (1987)
- Keeper of the Seven Keys Part 2 (1988)
- Pink Bubbles Go Ape (1991)
- Chameleon (1993)
- Master of the Rings (1994)
- The Time of the Oath (1996)
- Better Than Raw (1998)
- Metal Jukebox (1999)
- The Dark Ride (2000)
- Rabbit Don't Come Easy (2003)
- Keeper of the Seven Keys: The Legacy (2005)
- Gambling with the Devil (2007)
- Unarmed – Best of 25th Anniversary (2009)
- 7 Sinners (2010)
- Straight Out of Hell (2013)
- My God-Given Right (2015)

## Felszerelése
- Div and 1973 Marshall amplifier (50-watt)
- Div and 1982 Marshall amplifier (100-watt)
- Div ENGL amplifiers
- DigiTech GSP1101 Guitar Multi Effects Processor
- Vox AC30 Orange Overdrive amplifier
- 1990 Gibson Les Paul black
- 1990 Gibson Les Paul white
- 1990 Gibson Flying V white
- 2012 Gibson Flying V custom
- 2015 Gibson Les Paul Standard trans blue
- 2016 Gibson Flying V  T soaring rock tones
- 2018  Epiphone Limited Edition Flying V Custom
- Gibson Explorer custom black/white
- 1976 Gibson L6-S
- 1974/75/79 Fender Stratocasters
- Gibson Les Paul Goldtop

A Helloween másik gitárosával Sascha Gerstnerrel együtt a koncertek alkalmával egy DigiTech GSP1101 előkészítőt használ a Marshall JVM410H hangfalak mellé.